# International Lawn Tennis Challenge de 1912
O International Lawn Tennis Challenge de 1912 foi a 11ª edição do que atualmente é conhecida como Copa Davis. As Ilhas Britânicas sagraram-se campeãs.
Após seis anos, a França voltou a participar. Contudo, os Estados Unidos não estiveram presentes. A final aconteceu no Albert Ground, em Melbourne, na Austrália, entre 28 e 30 de novembro.

## Grupo Mundial
|  | Semifinais 11–13 julho | Semifinais 11–13 julho | Semifinais 11–13 julho |                  |     | Final | Final | Final |  |
|  |                        |                        |                        |                  |     |       |       |       |  |
|  | 1                      | Estados Unidos         |                        |                  |     |       |       |       |  |
|  | 1                      | Estados Unidos         |                        |                  |     |       |       |       |  |
|  | 4                      | bye                    |                        |                  |     |       |       |       |  |
|  | 4                      | bye                    | Estados Unidos         |                  |     |       |       |       |  |
|  |                        |                        |                        |                  |     |       |       |       |  |
|  |                        |                        | Ilhas Britânicas       | Ilhas Britânicas | w/o |       |       |       |  |
|  | 3                      | França                 | Ilhas Britânicas       | Ilhas Britânicas | w/o | 1     |       |       |  |
|  | 3                      | França                 |                        |                  |     |       |       |       |  |
|  | 2                      | Ilhas Britânicas       | 4                      |                  |     |       |       |       |  |

### Semifinal
| Ilhas Britânicas 4 | Pleasure Gardens, Folkestone, Inglaterra 11 de julho - 13 de julho | Pleasure Gardens, Folkestone, Inglaterra 11 de julho - 13 de julho    | França 1 |     |     |     |   |            |
| \| \| \| \| 1 \| 2 \| 3 \| 4 \| 5 \| \| \| - \| \| --------------------------------------------------------------------- \| --- \| --- \| --- \| --- \| - \| ---------- \| \| 1 \| \| Charles Dixon Max Décugis \| 6 3 \| 6 2 \| 6 4 \| \| \| \| \| 2 \| \| Arthur Gore André Gobert \| 4 6 \| 6 4 \| 3 6 \| 3 6 \| \| \| \| 3 \| \| Charles Dixon / Herbert Roper-Barrett André Gobert / William Laurentz \| 3 6 \| 6 4 \| 6 1 \| 6 1 \| \| \| \| 4 \| \| Charles Dixon André Gobert \| 4 6 \| 6 4 \| 6 2 \| 6 3 \| \| \| \| 5 \| \| Arthur Gore Max Décugis \| 6 3 \| 6 0 \| \| \| \| retirou-se \| |                                                                    |                                                                       |          |     |     |     |   |            |
| |                                                                    |                                                                       | 1        | 2   | 3   | 4   | 5 |            |
| 1 | Reino Unido da Grã-Bretanha e Irlanda · França                     | Charles Dixon Max Décugis                                             | 6 3      | 6 2 | 6 4 |     |   |            |
| 2 | Reino Unido da Grã-Bretanha e Irlanda · França                     | Arthur Gore André Gobert                                              | 4 6      | 6 4 | 3 6 | 3 6 |   |            |
| 3 | Reino Unido da Grã-Bretanha e Irlanda · França                     | Charles Dixon / Herbert Roper-Barrett André Gobert / William Laurentz | 3 6      | 6 4 | 6 1 | 6 1 |   |            |
| 4 | Reino Unido da Grã-Bretanha e Irlanda · França                     | Charles Dixon André Gobert                                            | 4 6      | 6 4 | 6 2 | 6 3 |   |            |
| 5 | Reino Unido da Grã-Bretanha e Irlanda · França                     | Arthur Gore Max Décugis                                               | 6 3      | 6 0 |     |     |   | retirou-se |

### Final do Grupo Mundial
Os Estados Unidos não conseguiram formar um time. Portanto, seu adversário, as Ilhas Britânicas, avançaram à final.

## Final
Chamada de Challenge Round no original, define a equipe campeã. Duelo entre a campeã da edição anterior e a vencedora do Grupo Mundial.
| Australásia 2 | Albert Ground, Melbourne, Austrália 28 de novembro - 30 de novembro | Albert Ground, Melbourne, Austrália 28 de novembro - 30 de novembro | Ilhas Britânicas 3 |     |     |     |   |  |
| \| \| \| \| 1 \| 2 \| 3 \| 4 \| 5 \| \| \| - \| \| ----------------------------------------------------------- \| --- \| --- \| --- \| --- \| - \| \| \| 1 \| \| Norman Brookes James Parke \| 6 8 \| 3 6 \| 7 5 \| 2 6 \| \| \| \| 2 \| \| Rodney Heath Charles Dixon \| 7 5 \| 4 6 \| 4 6 \| 4 6 \| \| \| \| 3 \| \| Norman Brookes / Alfred Dunlop Alfred Beamish / James Parke \| 6 4 \| 6 1 \| 7 5 \| \| \| \| \| 4 \| \| Norman Brookes Charles Dixon \| 6 2 \| 6 4 \| 6 4 \| \| \| \| \| 5 \| \| Rodney Heath James Parke \| 2 6 \| 4 6 \| 4 6 \| \| \| \| |                                                                     |                                                                     |                    |     |     |     |   |  |
| |                                                                     |                                                                     | 1                  | 2   | 3   | 4   | 5 |  |
| 1 | Australásia · Reino Unido da Grã-Bretanha e Irlanda                 | Norman Brookes James Parke                                          | 6 8                | 3 6 | 7 5 | 2 6 |   |  |
| 2 | Australásia · Reino Unido da Grã-Bretanha e Irlanda                 | Rodney Heath Charles Dixon                                          | 7 5                | 4 6 | 4 6 | 4 6 |   |  |
| 3 | Australásia · Reino Unido da Grã-Bretanha e Irlanda                 | Norman Brookes / Alfred Dunlop Alfred Beamish / James Parke         | 6 4                | 6 1 | 7 5 |     |   |  |
| 4 | Australásia · Reino Unido da Grã-Bretanha e Irlanda                 | Norman Brookes Charles Dixon                                        | 6 2                | 6 4 | 6 4 |     |   |  |
| 5 | Australásia · Reino Unido da Grã-Bretanha e Irlanda                 | Rodney Heath James Parke                                            | 2 6                | 4 6 | 4 6 |     |   |  |